# Proserpinus

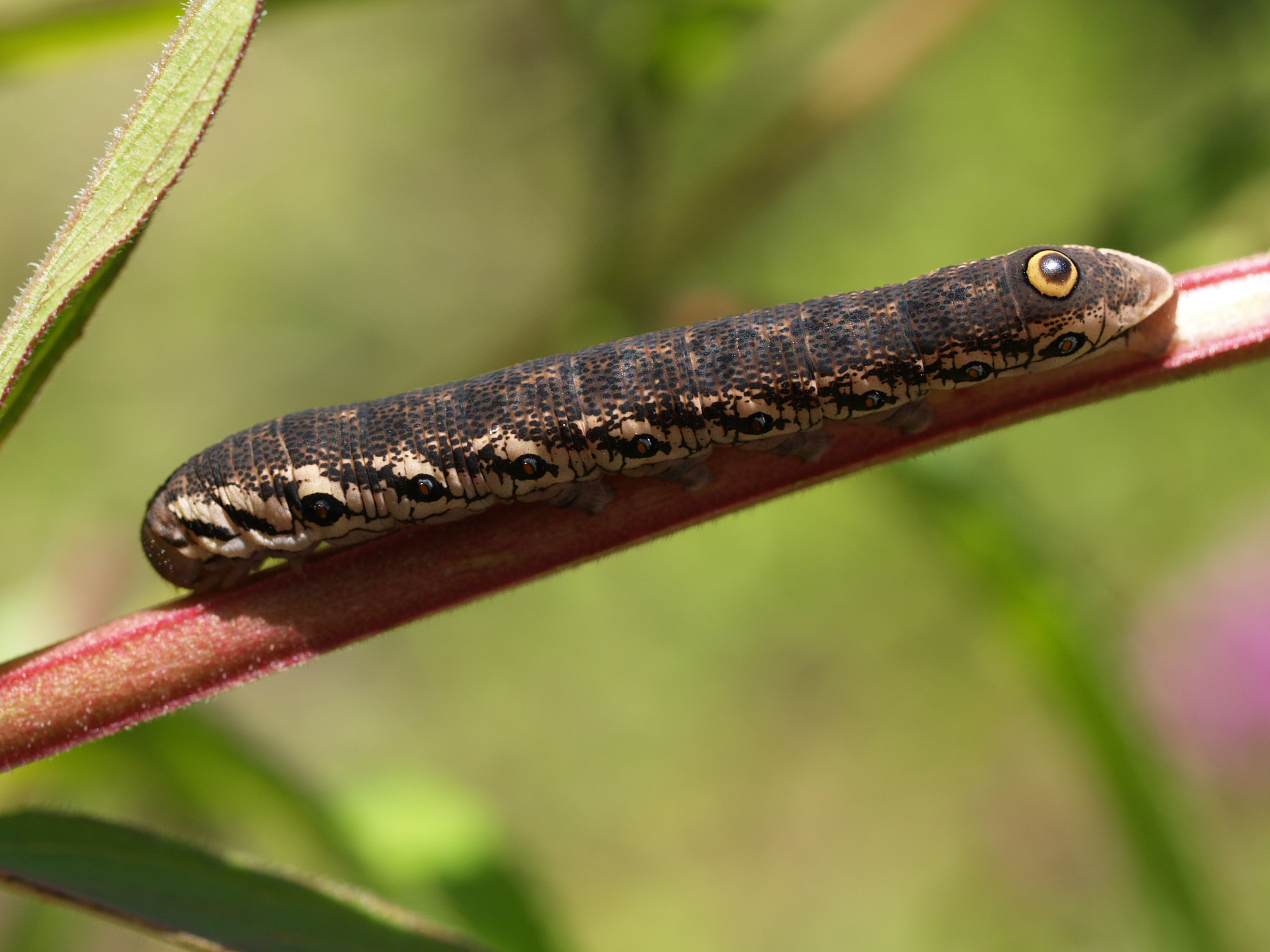
Raupe des Nachtkerzenschwärmers (Proserpinus proserpina)

Proserpinus ist eine Gattung aus der Schmetterlingsfamilie der Schwärmer (Sphingidae).

## Merkmale
Die Vorderflügel der Tiere besitzen dunkle Querbinden. Der Flügelaußenrand ist mehr oder weniger gezähnt. Die Facettenaugen sind dorsal lang bewimpert. Die Fühler sind keulenförmig verdickt und enden in einem sehr kurzen Haken. Das letzte Fühlersegment ist mindestens dreimal so lang, wie breit. Der Hinterleib besitzt seitlich kurze Schuppenbüschel, das Haarbüschel am Hinterleibsende ist kurz. Die Tibien sind bedornt, die der Vorderbeine besitzen an ihrem apikal Ende einen Dorn und seitlich eine Reihe langer Stacheln, wobei diese zum Körper hin kürzer werden. Die Sporne der mittleren und hinteren Tibien sind ungleich ausgebildet, die längeren von ihnen sind gleich lang, oder länger als das zweite Tarsenglied. Die Flügelader M2 der Hinterflügel verläuft mittig, M3 und Cu1 stehen relativ nahe beieinander. Die Zelle D2 verläuft quer und ist leicht gekrümmt, D3 ist schräg.
Die kleinen, nahezu kugeligen Eier sind grün glänzend.
Die Raupen tragen seitlich am Körper, zum Kopf hin gerichtete, schräge dunkle Streifen. Die Kopfkapsel ist klein und nicht körnig strukturiert, jedoch behaart. Der Thorax ist an der Vorderseite eingeschnürt. Junge Raupen sind längsgestreift. Das Analhorn ist entweder klein oder als knopfförmige Erhebung ausgebildet.
Der Saugrüssel der Puppen ist mit dem Körper verbunden, der Kremaster ist lang und dünn und endet in zwei Stacheln. Die Puppe hat eine schlanke Form und glänzt. An der Vorderseite befinden sich zwei Tuberkel. der Metathorax besitzt eine unterbrochene, schräge Rille.

## Lebensweise
Die Raupen ernähren sich hauptsächlich von krautigen Pflanzen aus den Familien der Nachtkerzengewächse (Onagraceae) und Weiderichgewächse (Lythraceae).

## Systematik
In Europa wird die Gattung Proserpinus nur durch den Nachtkerzenschwärmer vertreten; weltweit sind acht Arten der Gattung bekannt:
- Proserpinus clarkiae (Boisduval, 1852)
- Proserpinus flavofasciata (Walker, 1856)
- Proserpinus gaurae (J.E. Smith, 1797)
- Proserpinus juanita (Strecker, 1876)
- Proserpinus lucidus Boisduval, 1852
- Nachtkerzenschwärmer (Proserpinus proserpina) (Pallas, 1772)
- Proserpinus terlooii Edwards, 1875
- Proserpinus vega (Dyar, 1903)

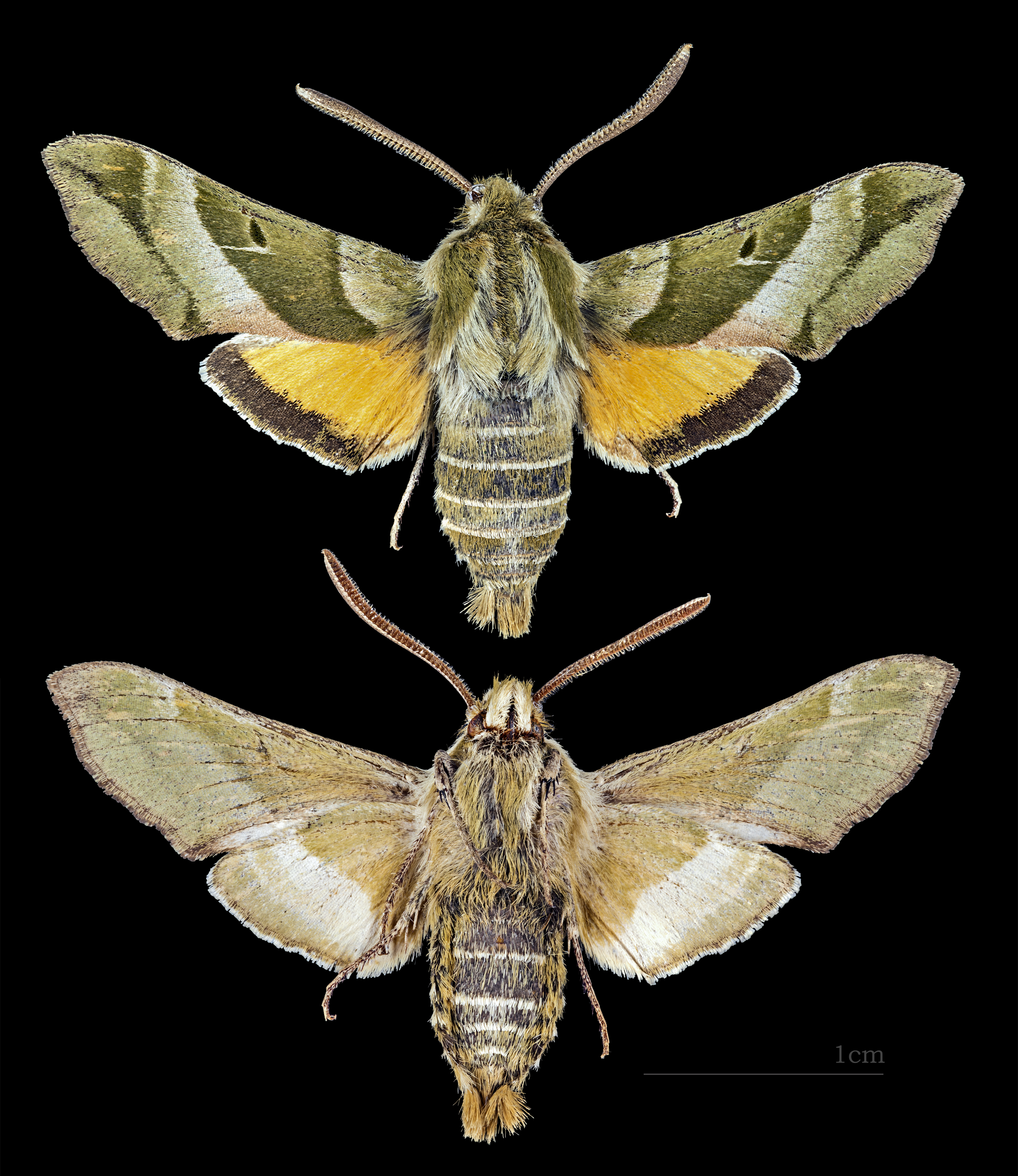
Proserpinus clarkiae
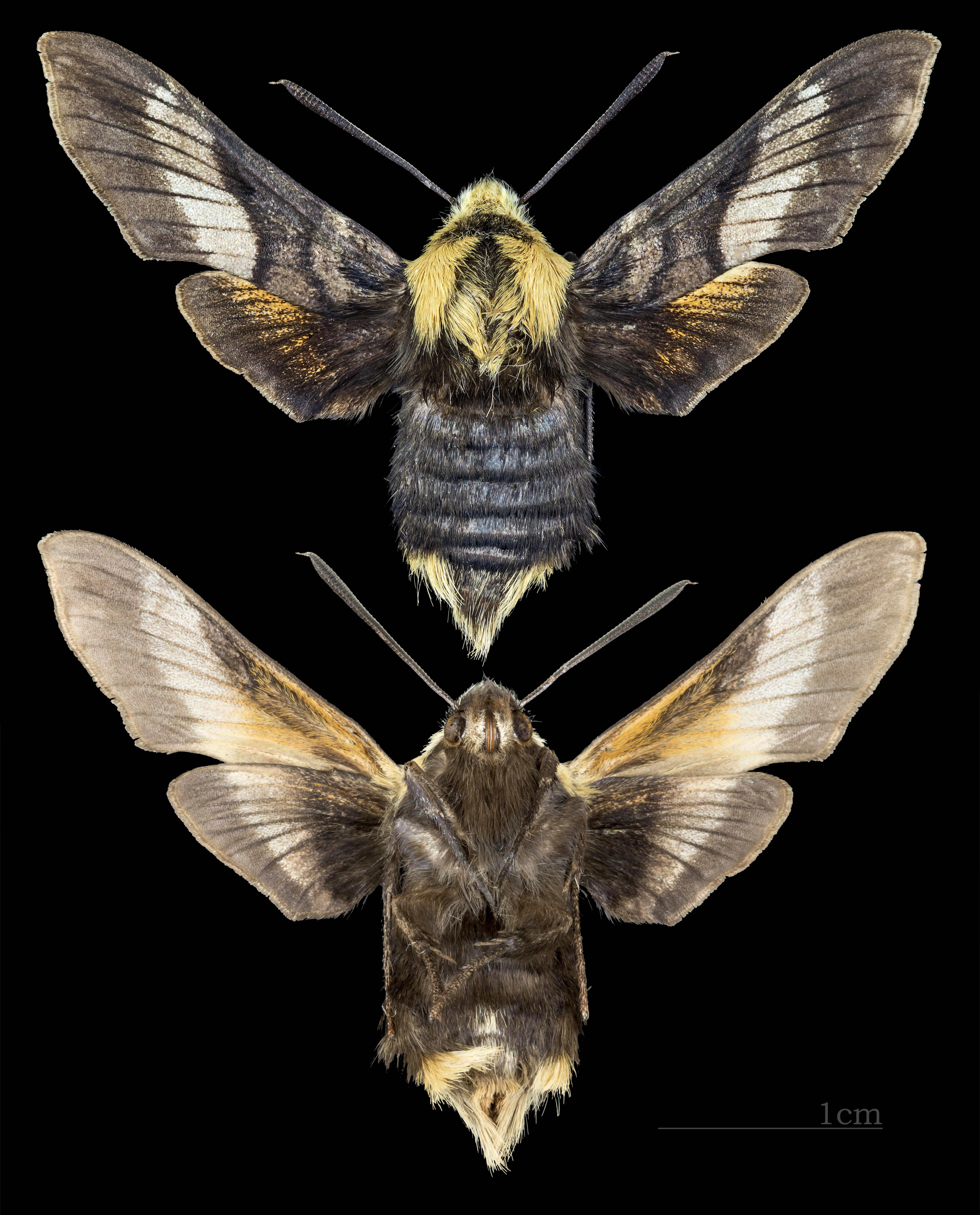
Proserpinus flavofasciata
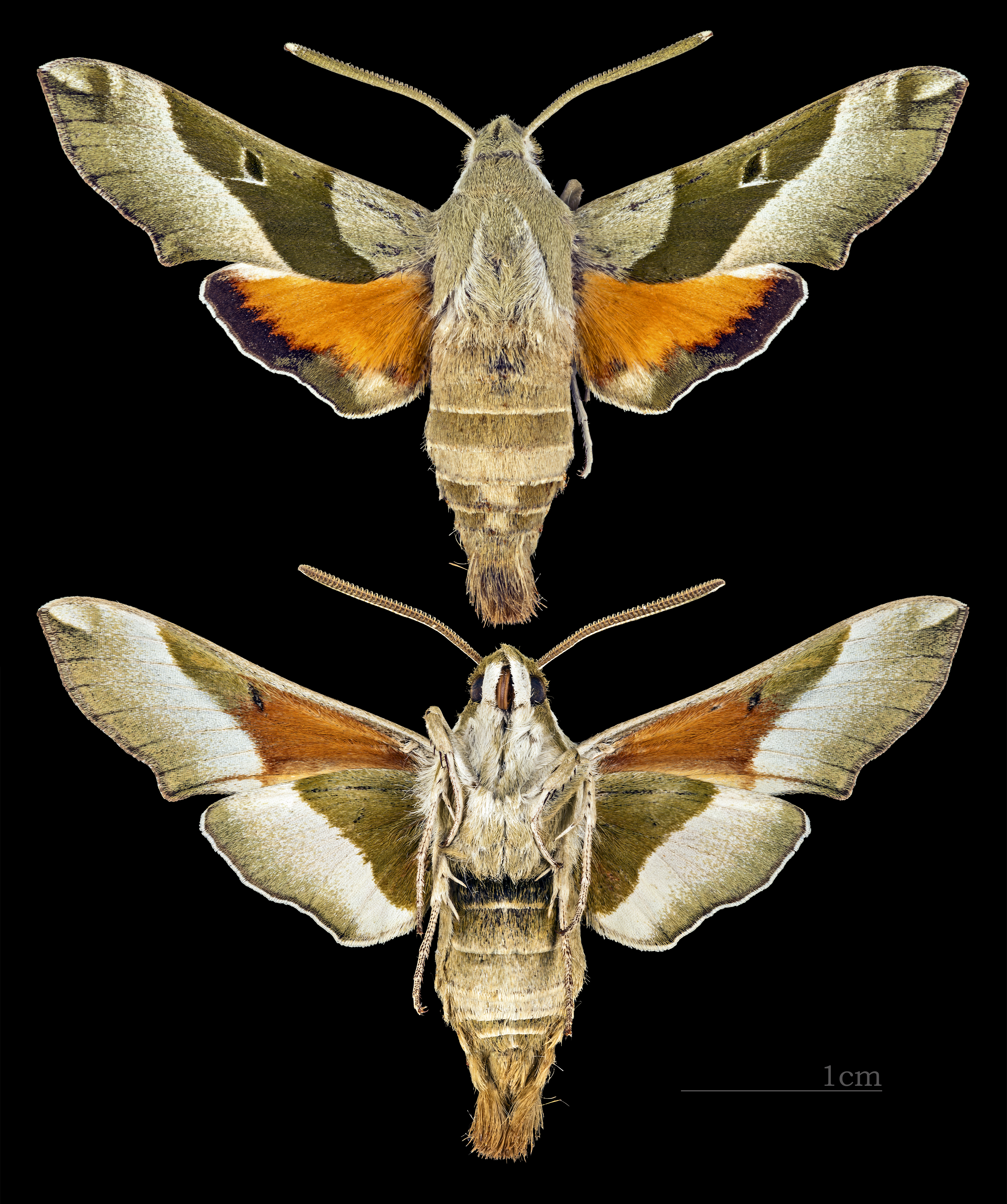
Proserpinus juanita
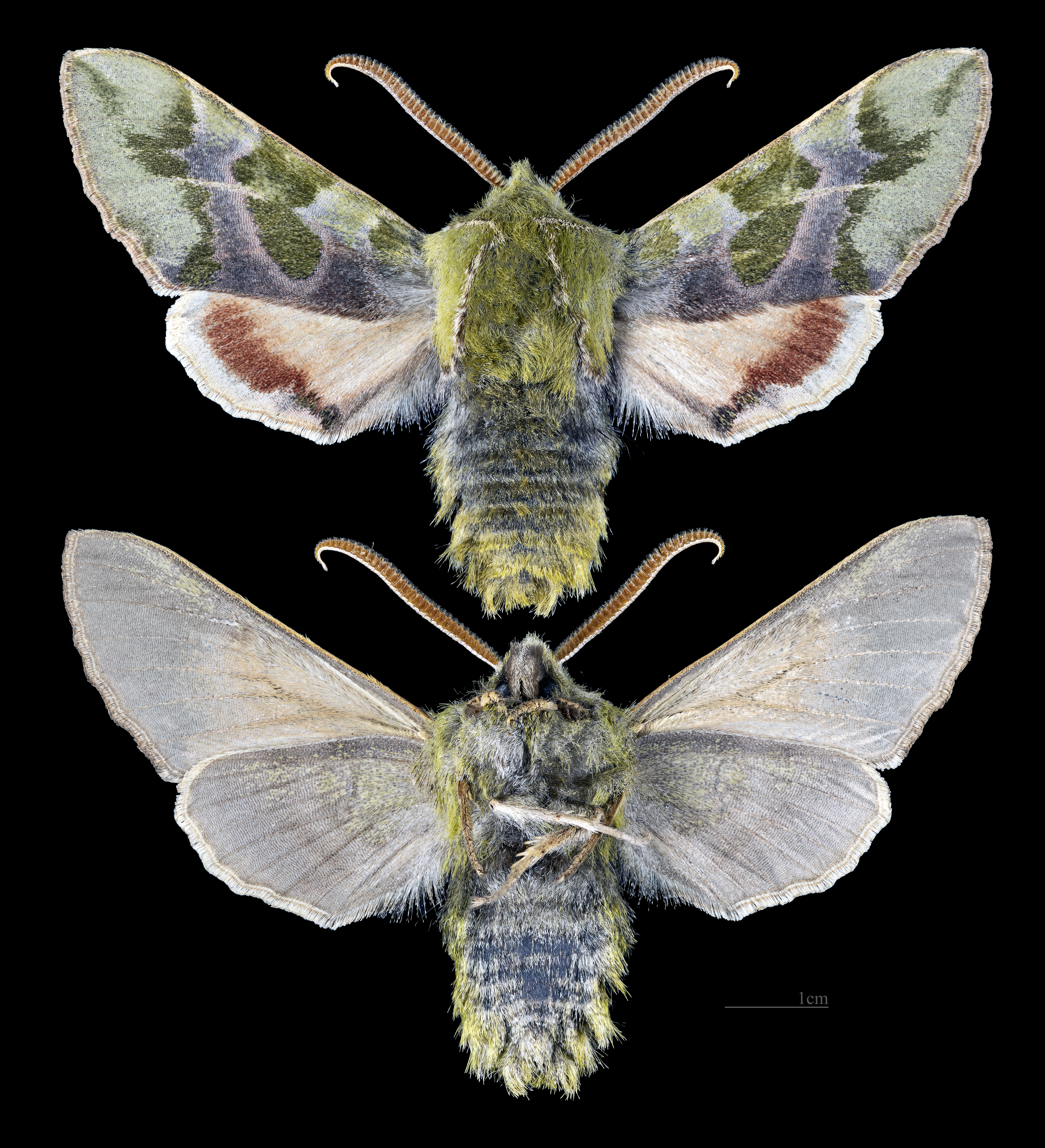
Proserpinus lucidus
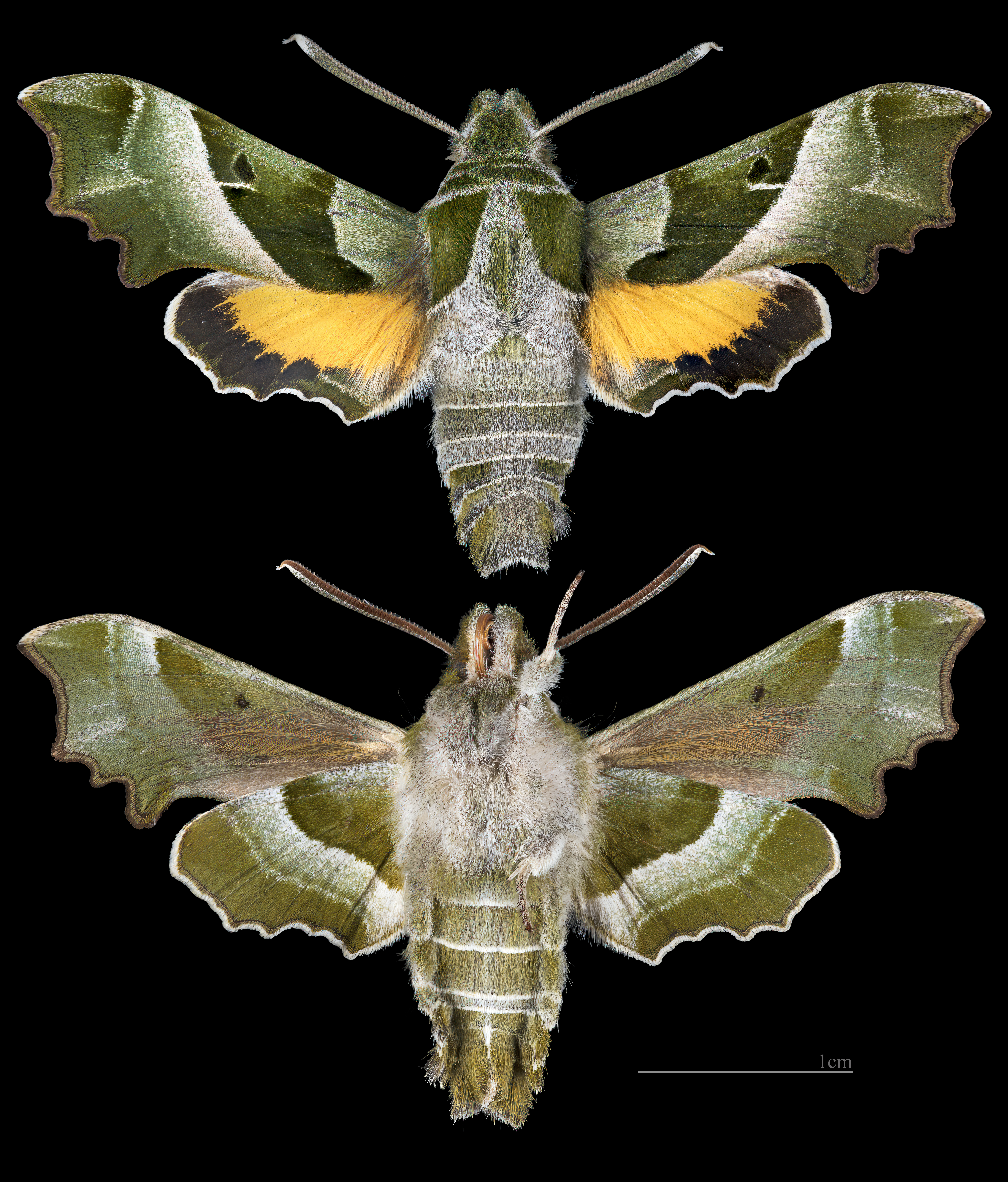
Proserpinus proserpina

## Belege